# Piera Cassandra Maglio
Piera Cassandra Maglio (Avellino, 30 gennaio 1976) è un'ex calciatrice e allenatrice di calcio italiana, di ruolo difensore e centrocampista, tecnico del Tavagnacco.
Ha fatto parte della rosa della nazionale italiana che ha partecipato al campionato europeo nel 2001, vestendo la maglia azzurra della nazionale in 24 incontri e realizzando una sola rete.

## Carriera

### Giocatrice

#### Club
Piera Cassandra Maglio, nata ad Avellino ma cresciuta in provincia di Macerata, nella Marche, si avvicina al calcio più tardi rispetto alla media delle coetanee, tesserandosi inizialmente con la Ortezzano, una società di Jesi, e poi alla Corinaldo, altra squadra della provincia di Ancona. Tuttavia è dalla stagione 1992-1993 che, in Serie C regionale con il Recanati, Maglio decide di proseguire professionalmente la passione, maturando calcisticamente tanto da essere convocata dalla locale sede FIGC-LND per giocare per la rappresentativa di calcio femminile delle Marche e da ottenere, nell'ultima stagione con il club, la fascia di capitano
Grazie alle sue prestazioni viene notata dagli osservatori del Picenum, società che al termine del campionato 1994-1995 conquista il primo posto del girone B di Serie B e la conseguente promozione Serie A. Nell'estate 1995 formalizza un accordo per rinforzare l'organico a centrocampo con lo scopo di puntare alla salvezza, accordo che verrà rinnovato per quattro stagioni consecutive. Maglio condivide la crescita della squadra che va dal suo primo campionato nella massima serie del campionato italiano, il 1995-1996, terminato al dodicesimo posto, al settimo del campionato 1998-1999.

### Allenatrice
Negli ultimi anni di attività con il Chiasiellis, Maglio viene invitata dalla società a occuparsi del settore giovanile come dirigente, tuttavia era già presente il suo desiderio di intraprendere la carriera di allenatrice. Con la dichiarazione di inattività della società di Mortegliano Maglio, deciso oramai da tempo di rimanere in Friuli-Venezia Giulia concretizza la sua predisposizione all'allenamento ottenendo l'incarico da società dilettantistiche della zona, iniziando con la panchina del Donatello, per passare in seguito al Fiumicello, all'Isontina e alla Polisportiva San Marco con sede al Villaggio del Pescatore, nel comune di Duino-Aurisina.

## Statistiche

### Cronologia presenze e reti in nazionale
| Cronologia completa delle presenze e delle reti in nazionale ― Italia | Cronologia completa delle presenze e delle reti in nazionale ― Italia | Cronologia completa delle presenze e delle reti in nazionale ― Italia | Cronologia completa delle presenze e delle reti in nazionale ― Italia | Cronologia completa delle presenze e delle reti in nazionale ― Italia | Cronologia completa delle presenze e delle reti in nazionale ― Italia | Cronologia completa delle presenze e delle reti in nazionale ― Italia | Cronologia completa delle presenze e delle reti in nazionale ― Italia |
| Data                                                                  | Città                                                                 | In casa                                                               | Risultato                                                             | Ospiti                                                                | Competizione                                                          | Reti                                                                  | Note                                                                  |
| --------------------------------------------------------------------- | --------------------------------------------------------------------- | --------------------------------------------------------------------- | --------------------------------------------------------------------- | --------------------------------------------------------------------- | --------------------------------------------------------------------- | --------------------------------------------------------------------- | --------------------------------------------------------------------- |
| 22-11-1997                                                            | Como                                                                  | Italia                                                                | 0 – 0                                                                 | Francia                                                               | Qual. Mondiali 1999                                                   | -                                                                     | 32’ 66’                                                               |
| 5-2-1998                                                              | Catania                                                               | Italia                                                                | 0 – 1                                                                 | Germania                                                              | Amichevole                                                            | -                                                                     | 85’                                                                   |
| 21-4-1998                                                             | West Bromwich                                                         | Inghilterra                                                           | 1 – 2                                                                 | Italia                                                                | Amichevole                                                            | 1                                                                     | 62’                                                                   |
| 27-9-2000                                                             | San Giorgio di Nogaro                                                 | Italia                                                                | 2 – 1                                                                 | Slovacchia                                                            | Amichevole                                                            | -                                                                     | 68’                                                                   |
| 14-10-2000                                                            | Roma                                                                  | Italia                                                                | 3 – 1                                                                 | Francia                                                               | Amichevole                                                            | -                                                                     | 46’                                                                   |
| 22-11-2000                                                            | Portalegre                                                            | Portogallo                                                            | 1 – 0                                                                 | Italia                                                                | Qual. Euro 2001 - Play-off                                            | -                                                                     | 73’                                                                   |
| 7-3-2001                                                              | Rieti                                                                 | Italia                                                                | 1 – 0                                                                 | Stati Uniti                                                           | Amichevole                                                            | -                                                                     | Uscita                                                                |
| 1-5-2001                                                              | Monza                                                                 | Italia                                                                | 2 – 0                                                                 | Belgio                                                                | Amichevole                                                            | -                                                                     | 46’                                                                   |
| 10-5-2001                                                             | Troisdorf                                                             | Germania                                                              | 1 – 0                                                                 | Italia                                                                | Amichevole                                                            | -                                                                     | 65’                                                                   |
| 25-6-2001                                                             | Aalen                                                                 | Italia                                                                | 2 – 1                                                                 | Danimarca                                                             | Euro 2001 - Fase a gironi                                             | -                                                                     | 83’                                                                   |
| 28-6-2001                                                             | Reutlingen                                                            | Italia                                                                | 1 – 1                                                                 | Norvegia                                                              | Euro 2001 - Fase a gironi                                             | -                                                                     | 46’                                                                   |
| 8-9-2001                                                              | Reykjavík                                                             | Islanda                                                               | 2 – 1                                                                 | Italia                                                                | Qual. Mondiali 2003                                                   | -                                                                     |                                                                       |
| 10-10-2001                                                            | Siena                                                                 | Italia                                                                | 1 – 3                                                                 | Russia                                                                | Qual. Mondiali 2003                                                   | -                                                                     | 46’                                                                   |
| 28-11-2001                                                            | Città di Castello                                                     | Italia                                                                | 3 – 0                                                                 | Spagna                                                                | Qual. Mondiali 2003                                                   | -                                                                     | 80’                                                                   |
| 10-4-2002                                                             | Copenaghen                                                            | Danimarca                                                             | 4 – 0                                                                 | Italia                                                                | Amichevole                                                            | -                                                                     |                                                                       |
| 13-6-2002                                                             | Požarevac                                                             | Jugoslavia                                                            | 0 – 6                                                                 | Italia                                                                | Amichevole                                                            | -                                                                     | 60’                                                                   |
| 2-10-2002                                                             | Cary                                                                  | Russia                                                                | 2 – 1                                                                 | Italia                                                                | Coppa USA                                                             | -                                                                     | 69’                                                                   |
| 6-10-2002                                                             | Cary                                                                  | Stati Uniti                                                           | 4 – 0                                                                 | Italia                                                                | Coppa USA                                                             | -                                                                     | 90+1’                                                                 |
| 9-10-2002                                                             | Cary                                                                  | Italia                                                                | 1 – 0                                                                 | Australia                                                             | Coppa USA                                                             | -                                                                     | 73’                                                                   |
| 27-9-2003                                                             | Frauenfeld                                                            | Svizzera                                                              | 0 – 1                                                                 | Italia                                                                | Qual. Euro 2005                                                       | -                                                                     | 74’                                                                   |
| 27-11-2004                                                            | Čáslav                                                                | Rep. Ceca                                                             | 0 – 3                                                                 | Italia                                                                | Qual. Euro 2005 - Play-off                                            | -                                                                     | 46’                                                                   |
| 17-2-2005                                                             | Milton Keynes                                                         | Inghilterra                                                           | 4 – 1                                                                 | Italia                                                                | Amichevole                                                            | -                                                                     | 46’                                                                   |
| 23-2-2005                                                             | Santa Maria da Feira                                                  | Portogallo                                                            | 0 – 2                                                                 | Italia                                                                | Amichevole                                                            | -                                                                     |                                                                       |
| 7-5-2008                                                              | Örebro                                                                | Svezia                                                                | 1 – 0                                                                 | Italia                                                                | Qual. Euro 2009                                                       | -                                                                     | 90+3’                                                                 |
| Totale                                                                |                                                                       | Presenze                                                              | 24                                                                    |                                                                       | Reti                                                                  | 1                                                                     |                                                                       |

## Palmarès
- Campionato italiano: 1

Foroni Verona: 2002-2003
- Coppa Italia: 1

Foroni: 2001-2002
- Supercoppa italiana: 1

Foroni Verona: 2002